# Super League 2024-2025 (Mauritius)
La Super League 2024-2025 è stata l'ottantesima edizione del massimo campionato di calcio di Mauritius. La stagione è iniziata il 30 novembre 2024 e si p conclusa il 31 maggio 2025.
La squadra campione in carica era il Cercle de Joachim, che ha vinto il suo terzo titolo nazionale nell'edizione 2023-2024 e che si è riconfermata, conquistando il suo quarto campionato.

## Stagione

### Novità
Al termine della stagione precedente sono state retrocesse Rivière du Rempart e Savanne, ultime due classificate del campionato. Al loro posto dalla First Division sono state promosse La Cure Waves e Pointe-aux-Sables Mates, prime due classificate.

### Formula
Le 10 squadre partecipanti giocano un girone all'italiana con partite di andata e ritorno, per un totale di 18 giornate. Alla fine del campionato, la squadra prima in classifica è campione di Mauritius e si qualifica per la CAF Champions League 2025-2026, mentre le ultime due classificate vengono retrocesse in First Division.

## Squadre partecipanti
| Squadra                 | Città                 | Stagione precedente   |
| ----------------------- | --------------------- | --------------------- |
| Cercle de Joachim       | Curepipe              | Campione di Mauritius |
| Chebel Citizens         | Beau Bassin-Rose Hill | 5° in Super League    |
| Entente B.R.            | Centre de Flacq       | 8° in Super League    |
| GRSE Wanderers          | Centre de Flacq       | 4° in Super League    |
| La Cure Waves           | Port Louis            | First Division        |
| Pamplemousses           | Belle Vue Maurel      | 2° in Super League    |
| Petite Rivière Noire    | Bambous               | 6° in Super League    |
| Pointe-aux-Sables Mates | Beau Bassin-Rose Hill | First Division        |
| Port-Louis 2000         | Port Louis            | 3° in Super League    |
| Vacoas-Phoenix          | Vacoas-Phoenix        | 7° in Super League    |

## Classifica
|                      | Pos. | Squadra                 | Pt | G  | V  | N | P  | GF | GS | DR  |
| -------------------- | ---- | ----------------------- | -- | -- | -- | - | -- | -- | -- | --- |
| Mauritius (bandiera) | 1.   | Cercle de Joachim       | 46 | 18 | 14 | 4 | 0  | 35 | 6  | +29 |
|                      | 2.   | La Cure Waves           | 38 | 18 | 12 | 2 | 4  | 40 | 18 | +22 |
|                      | 3.   | Pamplemousses           | 30 | 18 | 9  | 3 | 6  | 25 | 18 | +7  |
|                      | 4.   | Petite Rivière Noire    | 26 | 18 | 7  | 5 | 6  | 21 | 19 | +2  |
|                      | 5.   | Chebel Citizens         | 25 | 18 | 7  | 4 | 7  | 26 | 26 | 0   |
|                      | 6.   | Vacoas-Phoenix          | 22 | 18 | 6  | 4 | 8  | 22 | 30 | -8  |
|                      | 7.   | Port-Louis 2000         | 21 | 18 | 6  | 3 | 9  | 21 | 25 | -4  |
|                      | 8.   | Pointe-aux-Sables Mates | 19 | 18 | 5  | 4 | 9  | 18 | 24 | -6  |
|                      | 9.   | Entente B.R.            | 16 | 18 | 4  | 4 | 10 | 22 | 34 | -12 |
|                      | 10.  | GRSE Wanderers          | 8  | 18 | 1  | 5 | 12 | 20 | 50 | -30 |

Legenda:
      Campione di Mauritius e ammessa alla CAF Champions League 2025-2026.
 Retrocessione diretta.